# Sideville
Sideville – miejscowość i gmina we Francji, w regionie Normandia, w departamencie Manche.
Według danych na rok 1990 gminę zamieszkiwało 477 osób, a gęstość zaludnienia wynosiła 63 osoby/km² (wśród 1815 gmin Dolnej Normandii Sideville plasuje się na 458. miejscu pod względem liczby ludności, natomiast pod względem powierzchni na miejscu 676.).